# Panthalis mutilata
Panthalis mutilata är en ringmaskart som först beskrevs av Treadwell 1906.  Panthalis mutilata ingår i släktet Panthalis och familjen Acoetidae. Inga underarter finns listade i Catalogue of Life.